# Уилкинсон, Тоби
Тоби А. Х. Уилкинсон (англ. Toby A. H. Wilkinson; род. 1969) — британский египтолог. Доктор философии (1993), руководитель отдела международной стратегии в Кембриджском университете, а также сотрудник Клэр-колледж в Кембридже, ранее научный сотрудник в колледже Христа (Кембридж) и Даремском университете. Обладатель Премии имени Хесселл-Тилтман 2011 года.

## Биография
Изучал египтологию в кембриджском Даунинг-колледже, получил степень бакалавра искусств с отличием, а также премию по египтологии имени Томаса Малви. Степень доктора философии получил в колледже Христа в Кембридже в 1993 году (руководитель - Барри Кемп).
В 1993—1997 годах занимал должность научного сотрудника в по египтологии в Исследовательском центре имени леди Уоллис Бадж в колледже Христа в Кембридже. В 1997—1999 годах работал в Leverhulme Special Research в Университете Дарема.
Являлся действительным членом колледжа Клэр (Кембридж) с 2003 года. Член редколлегии журнала Egyptian History. Также он — почётный научный сотрудник кафедры археологии Даремского университета. В июле 2011 года стал руководителем International Strategy Office в Кембриджском университете, разрабатывает университетское международное позиционирование и сотрудничество.
В 2011 году получил премию Хесселл-Тилтман, присуждаемую за лучшее произведение научной литературы, - за свою книгу «Взлёт и падение Древнего Египта: история цивилизации с 3000 года до н. э.» (The Rise and Fall of Ancient Egypt).

## Труды
- State Formation in Egypt: Chronology and Society (1996), British Archaeological Reports (BAR) International
- Early Dynastic Egypt (1999), Routledge
- Royal Annals of Ancient Egypt: the Palermo Stone and Its Associated Fragments (2000), Kegan Paul
- Genesis of the Pharaohs: Dramatic New Discoveries That Rewrite the Origins of Ancient Egypt (2003), Thames & Hudson
- The Thames and Hudson Dictionary of Ancient Egypt (2nd edition 2008), Thames & Hudson
- Lives of the Ancient Egyptians: Pharaohs, Queens, Courtiers and Commoners (2007)
- (редактор) The Egyptian World (2009), Routledge
- Уилкинсон Тоби. Подъём и упадок Древнего Египта = The Rise and Fall of Ancient Egypt (2010). — АСТ. — 656 с. — (История в одном томе). — ISBN 978-5-17-113731-1.
- The Nile: A Journey Downriver Through Egypt's Past and Present (2014), Knopf
- Aristocrats and Archaeologists: An Edwardian Journey on the Nile (2017), The American University in Cairo Press
- A World Beneath the Sands: The Golden Age of Egyptology (2020), W. W. Norton
- Tutankhamun's Trumpet: The Story of Ancient Egypt in 100 Objects (2022), Pan MacMillan

## Ссылка
- Официальный сайт